# 렌프루셔

렌프루셔

렌프루셔(영어: Renfrewshire, 스코틀랜드 게일어: Siorrachd Rinn Friù)는 스코틀랜드의 의회 구역으로 행정 중심지는 페이즐리이며 면적은 261 km2, 인구는 175,000명(2010년 기준), 인구 밀도는 650명/km2이다. 이스트렌프루셔, 인버클라이드, 글래스고, 노스에어셔, 웨스트던바턴셔와 접한다.

## 출신 인물
- 제임스 와트